# Stratford-Kinlock
Pour les articles homonymes, voir Stratford.
Circonscription électorale provinciale du Canada
Stratford-Kinlock est une circonscription électorale provinciale de l'Île-du-Prince-Édouard (Canada). La circonscription est créée en 1996 à partir d'une partie de la circonscription 3e Queens.

## Liste des députés
| Stratford-Kinlock                          | Stratford-Kinlock | Stratford-Kinlock         | Stratford-Kinlock | Stratford-Kinlock | Stratford-Kinlock |
| Nom                                        | Nom               | Parti                     | Mandat            | Législature       |                   |
| ------------------------------------------ | ----------------- | ------------------------- | ----------------- | ----------------- | ----------------- |
| Pour la période 1873-1996, voir 3e Queens. |                   |                           |                   |                   |                   |
|                                            | Pat Mella         | Progressiste-conservateur | 1996 - 2000       | 60e               |                   |
|                                            | Pat Mella         | Progressiste-conservateur | 2000 - 2003       | 61e               |                   |
|                                            | David McKenna     | Progressiste-conservateur | 2003 - 2007       | 62e               |                   |
|                                            | Cynthia Dunsford  | Libéral                   | 2007 - 2011       | 63e               |                   |
|                                            | James Aylward     | Progressiste-conservateur | 2011 - 2015       | 64e               |                   |
|                                            | James Aylward     | Progressiste-conservateur | 2015 - 2019       | 65e               |                   |

## Géographie
La circonscription comprend la ville de Stratford.